# Мустафино (Оренбургская область)
Мустафино — село в Шарлыкском районе Оренбургской области. Входит в Титовский сельсовет.

## История
Село Мустафино (Мостафа) основано в 1744 году по специальному указу царского правительства переселенцами-татарами из Казанской губернии для несения почтовой службы по Новомосковской дороге. Название селению дано по личному имени одного из первых основателей Мустафы.

## География
Село находится в 10 км к югу от Шарлыка и в 120 км к северу от Оренбурга. Расположено на реке Неть вблизи места её впадения в Салмыш.
Через село проходит автодорога Р239 Оренбург — Казань.

## Население
| 2010 |
| ---- |
| 433  |

## Известные уроженцы
- Муса Джалиль — татарский советский поэт, Герой Советского Союза (посмертно, 1956), лауреат Ленинской премии (посмертно, 1957). Член ВКП(б) с 1929 года.